# Andromeda Software Development
Andromeda Software Development (или просто ASD) — греческая демогруппа, основанная в 1992 году. Создали несколько мелких интро и демо для PC в середине 1990-х, особо значимые среди них «CounterFactual» (победитель самой первой греческой демопати The Gardening 1995) и «Beyond» (четвёртое место на The Gardening 1996). Про ASD ничего не было слышно несколько лет вплоть до 2001 года, когда они выпустили «Cadence & Cascade» — их первое демо на 3D акселераторе — и победили на демопати Digital Nexus (Афины, Греция).
С 2003 года ASD начали принимать участие в главных соревнованиях демосцены, победив на демопати Assembly 2005 с демо «Iconoclast».
ASD никак не связаны со старой норвежской демогруппой Andromeda, хотя Archmage из Andromeda участвовал в создании продукта ASD LifeForce, победившего на Assembly 2007.

## Стиль
Уже в начале своего творчества ASD произвели впечатление демогруппы с очень выразительным стилем. Их демо представляли собой динамически меняющиеся абстрактные образы, плавно перетекающие из одного в другой, часто зритель не мог точно распознать, где начинается отдельно взятый эффект, а где заканчивается. Это привело к сильным разногласиям относительно их демо, некоторые хвалили этот стиль, в то время как другие считали неправильным это странное смешение визуальных эффектов и стилей.
Начиная с Dreamchild, двое музыкантов этой группы (aMUSiC и Leviathan), начали писать музыку в области progressive metal. Их произведения обычно отличаются «живыми» инструментами, изменяющимся темпом и показывают отменный дуэт этих двух авторов. Опять же, в демосценерских кругах и это вызывает разногласия, так как в демосцене преобладает электронная музыка. Хотя, стоит отметить, что самостоятельные произведения aMUSiC’а больше относятся к трансу.

## Участники

### Активные
- Navis (Kostas Pataridis) — Кодинг
- Amoivikos (Nikos Batalas) — 2D графика
- iM (Stathis Sideris) — 2D графика
- Ch3 (George Cherouvim) — 3D графика
- aMUSiC (Sotiris Varotsis) — Музыка
- Leviathan (Fotis Panetsos) — Музыка

### Бывшие, неактивные, гости и прочие
- Incus — Кодинг
- Nina — Кодинг и PR
- Odette — Моделирование
- Liska — Вокал
- Ars Nova — 2D графика
- Pindaros — Музыка

## Продукты

### MS-DOS
- Demo5 — (1992)
- Cosmos BBS demos series 1-7 — несколько демо, выпущенные в период с 1993 по 1995 годы
- Vertex megademo — (1993)
- Digital dreams — (1993)
- Counter Factual — первое место на The Gardening 1995
- Beyond — четвёртое место на The Gardening 1996

### Windows
- Cadence and Cascade — 1-е место на Digital Nexus 2001
- Edge of Forever — 1-е место на ReAct 2002
- Blue Wire — 2-е место на ReAct 2002
- Dreamchild — 4-е место на Assembly 2003
- EON — 2-е место на ReAct 2004
- Planet Risk — 2-е место на Assembly 2004
- PixelShow Invitation — (2005)
- Ambience for the masses — 5-е место на The Gathering 2005
- Aphorism for the masses — 13-е место на Breakpoint 2005
- Antidote for the masses — 1-е место на PixelShow 2005
- Iconoclast — 1-е место на Assembly 2005
- PixelShow 2 Invitation — (2006)
- Animal Attraction — 1-е место на The Gathering 2006
- Captive : the game — 2-е место на The Gathering 2006
- Captive — 3-е место на Breakpoint 2006
- The Evolution of Vision — 1е место на Sundown 2006
- Lithography — 2-е место на Intel demo trailer compo 2006
- Beyond the walls of Eryx — 3-е место на Intel demo competition 2007
- LifeForce — 1-е место на Assembly 2007
- Zine #13 Headlines — (2008)
- Metamorphosis — 2-е место на Breakpoint 2008
- Realtime Generation — 3-е место на Outline 2008

## Награды
- Scene.org Awards 2003 — Best Soundtrack nomination (Dreamchild)
- Scene.org Awards 2003 — Public’s Choice nomination (Dreamchild)
- Scene.org Awards 2004 — Best Demo award (Planet Risk)
- Scene.org Awards 2004 — Best Soundtrack nomination (Planet Risk)
- Scene.org Awards 2004 — Best Effects nomination (Planet Risk)
- Scene.org Awards 2004 — Public’s Choice award (Planet Risk)
- Scene.org Awards 2005 — Best Demo nomination (Iconoclast)
- Scene.org Awards 2005 — Best Effects nomination (Iconoclast)
- Scene.org Awards 2005 — Best Soundtrack nomination (Iconoclast)
- Scene.org Awards 2005 — Best Direction nomination (Iconoclast)
- Scene.org Awards 2005 — Public’s Choice award (Iconoclast)
- Scene.org Awards 2006 — Best Soundtrack nomination (Animal Attraction)
- Scene.org Awards 2006 — Best Effects award (The Evolution of Vision)
- Scene.org Awards 2006 — Most Original Concept nomination (The Evolution of Vision)
- Scene.org Awards 2006 — Most Original Concept nomination (Captive)
- Scene.org Awards 2006 — Public’s Choice nomination (Animal Attraction)
- Scene.org Awards 2007 — Best Demo award (Lifeforce)
- Scene.org Awards 2007 — Best Effects award (Lifeforce)
- Scene.org Awards 2007 — Public’s Choice award (Lifeforce)
- Scene.org Awards 2007 — Best Direction nomination (Lifeforce)
- Scene.org Awards 2007 — Best Direction nomination (Beyond the walls of Eryx)
- Scene.org Awards 2007 — Most original concept nomination (Beyond the walls of Eryx)
- Scene.org Awards 2007 — Best graphics nomination (Lifeforce)
- Scene.org Awards 2007 — Best Soundtrack nomination (Lifeforce)
- FMX 2006 — Best Realtime Demo nomination (Iconoclast)